# Eysins
Eysins ist eine politische Gemeinde im Distrikt Nyon des Kantons Waadt in der Schweiz.

## Geographie
Eysins liegt auf 438 m ü. M., 2,5 km westlich des Bezirkshauptortes Nyon (Luftlinie). Das Dorf erstreckt sich auf der Ebene zwischen dem Genfersee und dem Jurasüdfuss, nördlich des Flüsschens Boiron de Nyon.
Die Fläche des 2,4 km² grossen Gemeindegebiets umfasst einen Abschnitt der Ebene am Jurafuss westlich von Nyon. Im südlichen Gemeindeteil befindet sich die Talniederung des Boiron, der in zahlreichen Mäandern zum Genfersee fliesst. Ganz im Süden reicht das Gebiet bis an den Rand des Waldes Bois Neuf. Im Nordwesten unterhalb der Siedlung Les Tourniaux wird mit 471 m ü. M. der höchste Punkt von Eysins erreicht. Von der Gemeindefläche entfielen 1997 19 % auf Siedlungen, 8 % auf Wald und Gehölze und 73 % auf Landwirtschaft.
Zu Eysins gehören der Weiler Petit Eysins (444 m ü. M.) nördlich des Dorfes sowie einige Einzelhöfe. Nachbargemeinden von Eysins sind Nyon, Signy-Avenex, Borex, Arnex-sur-Nyon und Crans VD.

## Bevölkerung
Mit 1739 Einwohnern (Stand 31. Dezember 2023) gehört Eysins zu den kleineren Gemeinden des Kantons Waadt. Von den Bewohnern sind 82,1 % französischsprachig, 6,4 % englischsprachig und 6,1 % deutschsprachig (Stand 2000). Die Bevölkerungszahl von Eysins belief sich 1850 auf 234 Einwohner, 1900 auf 262 Einwohner. Nach 1960 (312 Einwohner) setzte eine rasante Bevölkerungszunahme mit einer Verdreifachung der Einwohnerzahl innerhalb von 40 Jahren ein.

## Wirtschaft
Eysins war bis in die zweite Hälfte des 20. Jahrhunderts ein hauptsächlich durch die Landwirtschaft geprägtes Dorf. In Dorfnähe gibt es einige kleinere Weinbaugebiete, ansonsten überwiegt auf den fruchtbaren Böden der restlichen Landwirtschaftsfläche der Ackerbau. Dank der guten Verkehrsanbindung entwickelte sich Eysins zu einem Umschlagplatz für Holz, Getreide und Kartoffeln. Eysins ist Standort der Getreidesammelstelle und des Lagers der landwirtschaftlichen Genossenschaften (Landi), der IOTA International und der Biosafe SA. Die kürzlich begonnene Entwicklung des Gewerbeparks "Terre Bonne" soll in Zukunft weitere Arbeitsplätze in der Gemeinde schaffen. In den letzten Jahrzehnten hat sich das Dorf zu einer Wohngemeinde entwickelt. Zahlreiche Erwerbstätige sind Wegpendler, die vor allem in Nyon und in Genf arbeiten.

## Verkehr
Die Gemeinde liegt an der Hauptstrasse von Nyon nach Divonne-les-Bains. Der Autobahnanschluss Nyon an der A1 (Genf-Lausanne), die das Gemeindegebiet durchquert, ist nur rund 3 km vom Ort entfernt. Durch den Postautokurs, der von Nyon nach Coppet verkehrt, ist Eysins an das Netz des öffentlichen Verkehrs angebunden. An der 1905–62 betriebenen Bahnlinie von Nyon via Crassier nach Divonne-les-Bains hatte Eysins einen Bahnhof. Der Abschnitt der Linie von Nyon nach Eysins wird heute noch gelegentlich für den Gütertransport genutzt.

## Geschichte
Aus der Römerzeit sind Siedlungsspuren einer Villa und geringe Überreste eines Aquädukts vorhanden, der das Wasser von der Versoix nach Colonia Iulia Equestris (Nyon) leitete. Die erste urkundliche Erwähnung des Ortes erfolgte 1002 unter dem Namen Osinco in pago Equestrico. 1140 erschien die Bezeichnung Osins, 1212 Oisins und im 15. Jahrhundert Oysins. Der Name geht vermutlich auf den burgundischen Personennamen Ausingus oder Osingus zurück.
In Eysins befand sich eine Domäne der Könige von Hochburgund. Der Ort diente 1002 als Tagungsstätte von König Rudolf III., der zu dieser Zeit einen Teil der Weinberge der Abtei Romainmôtier schenkte. Im 14. Jahrhundert gelangte Eysins an das Augustinerpriorat in Nyon. Mit der Eroberung der Waadt durch Bern im Jahr 1536 kam das Dorf unter die Verwaltung der Vogtei Nyon. Nach dem Zusammenbruch des Ancien Régime gehörte Eysins von 1798 bis 1803 während der Helvetik zum Kanton Léman, der anschliessend mit der Inkraftsetzung der Mediationsverfassung im Kanton Waadt aufging. 1798 wurde es dem Bezirk Nyon zugeteilt. Eysins gehört zur Pfarrei Nyon, besitzt aber eine kleine reformierte Kirche, die 1930 erbaut wurde.